# NGC 27
NGC 27 je galaksija u zviježđu Andromeda.

## Vanjske poveznice
- SEDS: NGC 0027